# Place Clairefontaine

Denkmal der Großherzogin Charlotte

Der Platz genannt Place de Clairefontaine (deutsch: Clairefontaine-Platz) liegt im Herzen der Stadt Luxemburg zwischen der Kathedrale unserer lieben Frau und der Chamber (Abgeordnetenkammer). Ende der 1980er Jahre wurde der Platz im Zuge umfangreicher Restaurierungs- und Rekonstruktionsarbeiten im umliegenden Stadtviertel neu gestaltet. 
Historisch war hier die Rue de Clairefontaine anzutreffen, die zusätzlich den deutschen Namen Badenburgerstrasse bzw. Bardenburgergasse trug, benannt nach einem Refugium, das zur ehemaligen Abtei Clairefontaine (deutsch Badenburg bzw. Bardenburg) bei Arel gehörte und 1933 abgetragen wurde. 
Auf dem Clairefontaine-Platz befindet sich seit 1990 das Denkmal der Großherzogin Charlotte und daneben das Gebäude des Außenministeriums. Auch hat der Staatsminister dort seinen Sitz. Unter dem Platz ist eine Tiefgarage, die nicht öffentlich zugänglich ist.